# Maison George-Brown
La maison George Brown (anglais : George Brown House) est un bâtiment historique à Grange Park, un quartier de Toronto en Ontario (Canada). C’était le domicile du Père de la Confédération, homme politique du parti réformiste et éditeur George Brown. Elle est située au 186, rue Beverley.

## Histoire
Brown s'est fait construire une maison de style Second Empire, qu'il a nommé Lambton Lodge entre 1874 et 1876. En 1880, il est mort dans la maison après avoir reçu un coup de feu à la jambe par un employé mécontent du The Globe, le journal qu'il avait fondé.
Entre 1889 à 1916, Duncan Coulson, président de la Banque de Toronto, a vécu dans la maison avec sa femme Eliza et trois enfants. À la suite de la mort de Coulson, l'Institut national canadien pour les aveugles fait l'acquisition de la maison en 1920 et l'a utilisé comme bureau jusqu'en 1956. Une annexe comprenant une école pour les aveugles a été attachée à la maison en 1920, qui a été remplacé plus tard par une école pour enfants en difficulté. Cette annexe a été démolie en 1984.
la maison George-Brown a été désignée lieu historique national du Canada en 1976. mais elle était très délabrée. Menacée de démolition, la Fiducie du patrimoine ontarien a acheté la maison. Elle l'a restaurée et l'a ouverte au public en 1989 comme centre de conférence avec bureaux en location aux étages supérieurs. Les fouilles archéologiques menées en 1987 et 1988 ont révélé plus de 5 000 artefacts. Ces artefacts ont fourni des indications sur la construction de la maison ainsi que le paysage qui l'entoure et un couvercle pour la bière comprenant la mention “William Robertson”, une bague en argent et perle en ambre attribuées à la période des Coulson, et un penny Saint-Georges des années 1850. 

## Architecture
La maison George-Brown a été conçue par William Irving et Edward Hutchings dans le style Second Empire avec des détails italianisants. C'est une maison de brique rouge, caractérisée par des éléments du style Second Empire tels qu'un toit en mansarde gris ardoise avec des lucarnes. La porte au portail en pierre sculptée fait en sorte qu'on a l'impression d'avoir affaire à un organisme plutôt qu'un logement privé. Les fouilles archéologiques de 1987 et 1988 ont révélé que la maison a un double mur de fondation. Une clôture et un portail ornés en fonte fait le tour de la propriété le long des rues Beverley et Baldwin. Elle repose sur un muret de briques rouges et de pierres qui rappelle les murs de la maison.
L'intérieur a été organisé selon un plan géorgien avec le rez-de-chaussée contenant les pièces publiques et les deux étages supérieurs comprenant les chambres privées. Douze des quinze  foyers originaux sont encore existants. Celui de la salle à dessin est en marbre poli et contient un bas-relief avec les initiales Georges et Anne Brown enlacés. La famille Coulson a engagé l'architecte torontois David Brass Dick pour remodeler la salle à manger dans un style Art Nouveau style des années 1890, avec le hall d'entrée orné d'une cheminée.
Avec l'extérieur, la Fiducie du patrimoine ontarien a aussi restauré l'intérieur. Le gouvernement fédéral a également contribué à la reconstitution de la bibliothèque de l'époque victorienne, qui abrite désormais 2 000 des livres personnels de George Brown. Vers l'été 2000, un jardin de style victorien est aménagé et un partenariat a été formé avec la faculté de l'architecture, du paysage et du design de l'université de Toronto pour l'entretien.